# Mitraísmo

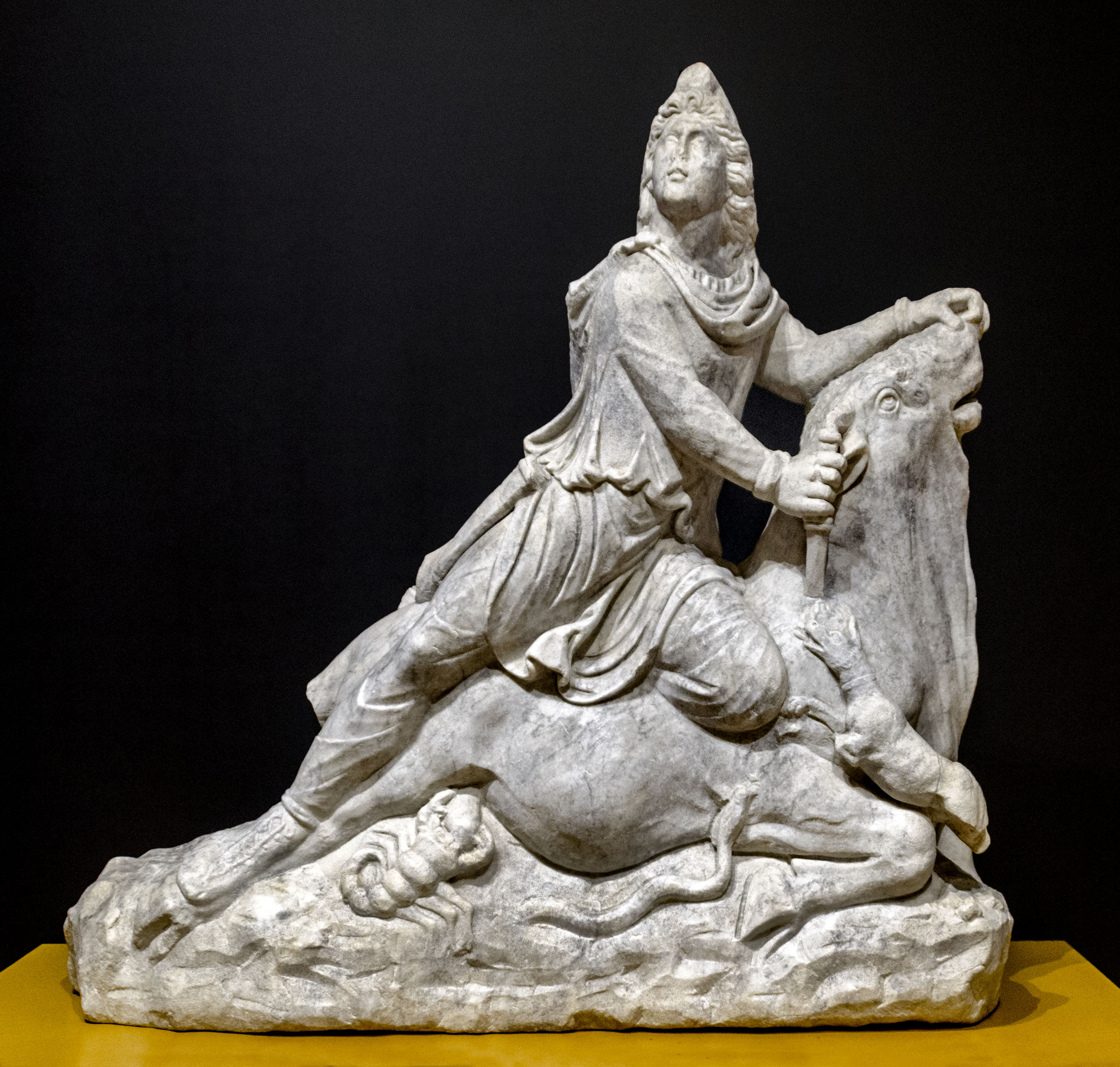
Mitra sacrificando um touro
Museu Arqueológico e Etnológico de Córdoba

O mitraísmo, também conhecido como os mistérios mitraicos ou o culto de Mitra, era uma religião de mistérios romana centrada no deus Mitra. Embora inspirado pela adoração iraniana da divindade zoroastriana (iazata) Mitra, o Mitra romano está ligado a uma nova e distinta imagem, o grau de continuidade entre a prática persa e greco-romana é discutível. Os mistérios eram populares entre o exército imperial romano entre dos séculos I e IV.
Os adoradores de Mitra tinham um sistema complexo de sete graus de iniciação e refeições rituais comunais. Os iniciados se autodenominavam syndexioi, aqueles "unidos pelo aperto de mão". Eles se reuniam em templos subterrâneos, agora chamados de mitreu, que sobrevivem em grande número. O culto parece ter tido seu centro em Roma e era popular em toda a metade ocidental do império: no sul (África romana e a Numídia), no oeste (Dácia romana), no norte quanto a Bretanha romana: e em menor extensão na Síria romana no leste.
O mitraísmo é visto como um rival do cristianismo primitivo.: No século IV, os mitraístas enfrentaram a perseguição dos cristãos e a religião foi subsequentemente suprimida e eliminada do Império Romano no final do século.
Vários achados arqueológicos, incluindo pontos de encontro, monumentos e artefatos, contribuíram para o conhecimento moderno sobre o mitraísmo em todo o Império Romano. As cenas icônicas de Mitra o mostram nascendo de uma rocha, matando um touro e compartilhando um banquete com o deus Sol. Cerca de 420 sítios arqueológicos renderam materiais relacionados ao culto. Entre os itens encontrados estão cerca de mil inscrições, 700 exemplos da cena da matança de touros (tauroctonia) e cerca de 400 outros monumentos.: Estima-se que haveria pelo menos 680 mitreus na cidade de Roma. Nenhuma narrativa escrita ou teologia da religião sobreviveu; informações limitadas podem ser derivadas das inscrições e referências breves ou passageiras na literatura grega e latina. A interpretação da evidência física permanece problemática e contestada.:

## História

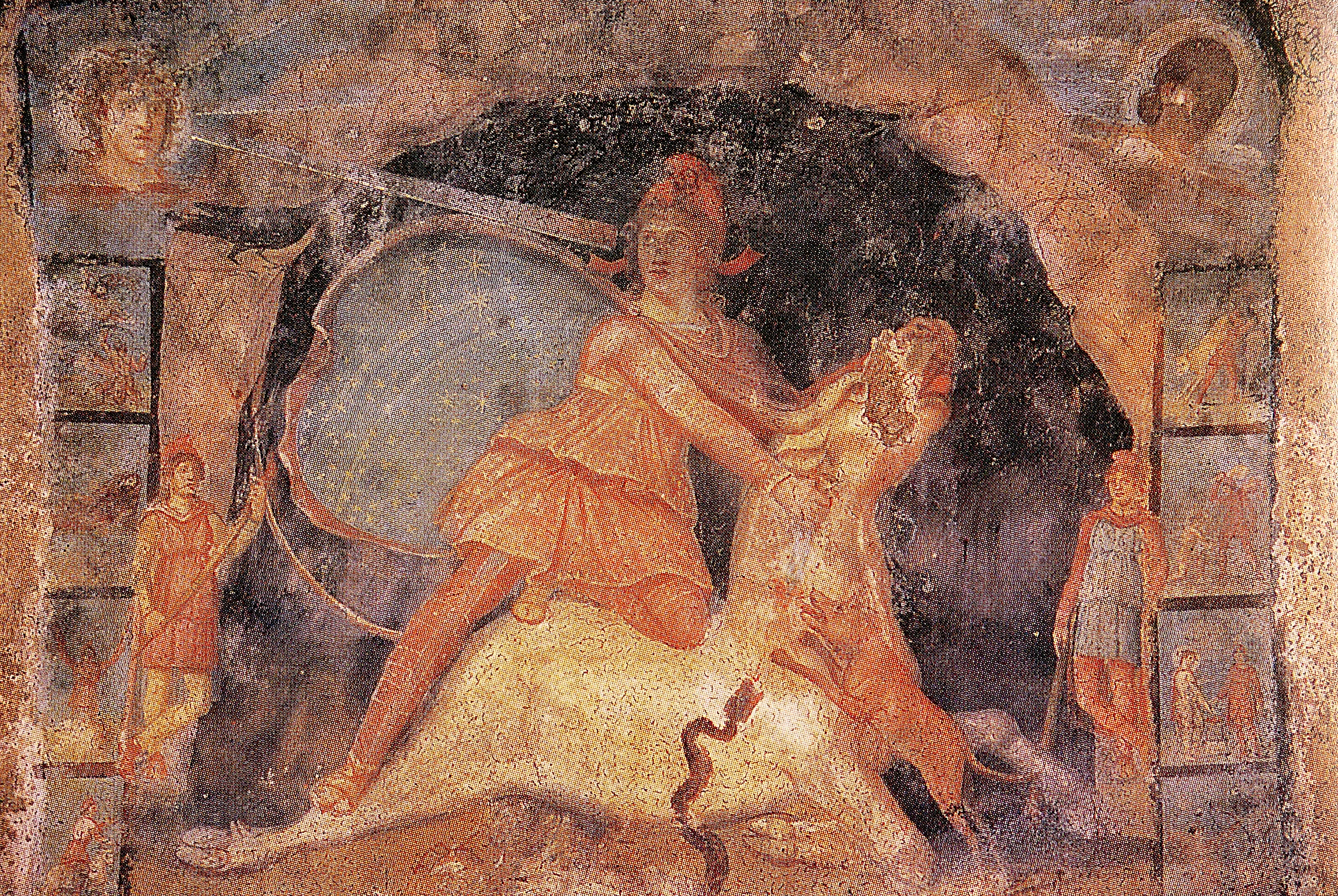
Mitra e o Touro, afresco encontrado na cidade de Marino.

### Nome
O termo "mitraísmo" é uma convenção moderna. Os escritores da era romana se referiam a ela por frases como "mistérios mitraicos", "mistérios de mitras" ou "mistérios dos persas". Eruditos atuais, às vezes, se referem à religião greco-romana como "mitraísmo romano" ou "mitraísmo ocidental" para distingui-la do culto persa de mitra.

### O culto de Mitra antes do mitraísmo
Mitra era uma divindade indo-iraniana cuja referência mais antiga remonta ao segundo milénio a.C.. O culto surgiu na Índia tendo se difundido pela Pérsia e mais tarde pelo Médio Oriente.
Num tratado entre os Hititas e os mitanitas assinado no século XV a.C., Mitra é apresentado como deus dos contratos. Na Índia, surge nos hinos védicos como um deus da luz, associado a Varuna.
Julga-se ter sido Dario I a reconhecer pela primeira vez o zoroastrismo como religião oficial do Império Aqueménida.
O zoroastrismo é uma religião dualista que postula a existência de dois Deuses absolutos, o bem e o mal, ao qual atribui ao deus bom o nome de Ahura-Mazda e ao deus mal o nome Angra Mainyu. O fundador, Zaratustra, opunha-se ao sacrifício dos bois, elemento que se encontra no mitraísmo.
Dario I e os sucessores não pretenderam erradicar as antigas crenças pagãs, uma vez que essa política poderia gerar oposição política. A religião zoroastriana acabou por receber influências de elementos pagãos anteriores. Uma inscrição encontrada em Susa, datada da época de Artaxerxes II menciona Mitra junto com Aúra-Masda e uma deusa chamada Anaíta. No Avestá, Mitra surge como um deus benéfico, colaborador de Aúra-Masda, desempenhando funções de juiz das almas.
A invasão da Pérsia por Alexandre Magno em 330 a.C. provocaria a decadência do culto de Mitra, que sobreviveu apenas entre os aristocratas  que habitavam a parte ocidental do Império Persa, na fronteira com o mundo greco-romano. A partir daí, o culto de Mitra difundiu-se nas regiões vizinhas. Ao reconhecer o imperador Nero como seu senhor, o rei Tirídates da Arménia realizou uma cerimónia associada a Mitra. O culto do deus encontra-se igualmente atestado entre os reis de Comagena.
A primeira referência na historiografia greco-romana ao culto de Mitra encontra-se na obra de Plutarco, que refere que os piratas da Cilícia celebravam ritos secretos relacionados com Mitra no ano 67 a.C.
Hoje é sabido que não haiva ligação entre o culto persa e do Mediterrâneo Oriental de Mitra persa e o da religião de mistérios do Império Romano chamada de Mitraísmo. Contudo, pesquisadores do século XIX como Franz Cumont, acreditavam que o culto romano era uma derivação oriental

### O mitraísmo romano
Tradicionalmente, autores como Plutarco atribuíam aos legionários romanos a introdução do culto de Mitra no Império Romano a partir de campanhas militares nas suas fronteiras orientais. As primeiras provas materiais do culto de Mitra datam de 71 ou 72: trata-se de inscrições feitas por soldados romanos que procediam da guarnição de Carnunto (atual Petronell-Carnuntum, na Áustria), na província da Panónia Superior e que possivelmente tinham estado no oriente, na luta contra os partos e no combate ao levante em Jerusalém.
Por volta do ano 80 d.C. o autor Estácio refere a cena da tauroctonia na sua obra Tebaida.
Em finais do século II, o mitraísmo já estava amplamente popularizado no exército romano, bem como entre comerciantes, funcionários e escravos. A maior parte dos achados referem-se às fronteiras germânicas do império. Pequenos objectos de culto associados a Mitra têm sido encontrados em locais que vão da Roménia à Muralha de Adriano.

#### O mitraísmo no Baixo Império
Os imperadores do século III foram em geral protectores do mitraísmo, porque a sua estrutura fortemente hierarquizada permitia-lhes reforçar o seu poder. Assim, Mitra converteu-se no símbolo da autoridade e triunfo dos imperadores. Desde a época de Cómodo, que foi iniciado nos seus mistérios, os adeptos do culto eram oriundos de todas as classes sociais.
Numerosos templos foram encontrados nas guarnições militares situadas nas fronteiras do império. Na Inglaterra foram identificados pelo menos três ao longo da Muralha de Adriano, em Housesteads, Carrawburgh e Rudchester. Em Londres, também foram encontradas as ruínas de um mitreu. Outros templos de Mitra datados desta época podem ser encontrados na província da Dácia, (onde em 2003 foi encontrado um mitreu em Alba Tulia) e na Numídia, no norte de África.
No entanto, a maior concentração de mitreus se encontra em Roma e perto da cidade de Óstia, com um total de doze templos identificados, sendo provável que tenham existido centenas. A importância do mitraísmo em Roma pode ser avaliada a partir dos achados: mais de setenta e cinco peças de escultura, uma centena de inscrições e ruínas de templos e santuários em toda a cidade e subúrbios. Um dos mitreus mais destacados, que conserva o altar e os bancos de pedra, foi construído por debaixo de uma casa romana e sobrevive na cripta sobre a qual se construiu a Basílica de São Clemente em Roma.

### Fim do mitraísmo
Em finais do século III gerou-se um sincretismo entre a religião de Mitra e certos cultos solares de procedência oriental, que se cristalizaram na religião do Sol Invicto. Esta religião foi estabelecida como oficial no Império Romano em 274 pelo imperador Aureliano, que mandou construir em Roma um templo dedicado ao deus e criou um corpo estatal de sacerdotes para prestar-lhe culto. O máximo dirigente deste culto levava o título de "pontífice do Sol Invicto" (pontifex solis invicti). Aureliano atribuiu a Sol Invicto as suas vitórias no Oriente. Contudo, este sincretismo não implicou o desaparecimento do mitraísmo, que continuou existindo como culto não oficial. Muitos dos senadores da época professaram ao mesmo tempo o mitraísmo e a religião do Sol Invicto.
No entanto, este período representou o começo do fim do mitraísmo, provocado pelas perdas territoriais que o império sofreu  em consequência da invasão dos povos bárbaros e que afectariam os territórios fronteiriços onde o culto estava muito arreigado. A concorrência do cristianismo, apoiado por Constantino, tiraria adeptos ao mitraísmo. Importa realçar o facto do mitraísmo excluir as mulheres, situação que não se verificava no cristianismo. O cristianismo substitui o mitraísmo durante o século IV até se converter na única religião permitida com Teodósio (379 - 395). O imperador Juliano tentou revitalizar o culto de Mitra, bem como o usurpador Eugénio, nos dois casos com pouco êxito. O mitraísmo foi abolido formalmente em 391, sendo provável que a sua prática tenha continuado várias décadas.
Em algumas regiões dos Alpes, o mitraísmo sobreviveu até ao século V, bem como no Oriente, onde teve um renascimento breve. Acredita-se que o mitraísmo teve um importante papel no desenvolvimento do maniqueísmo, outra doutrina que seria concorrencial ao cristianismo.

## Ritual, práticas e dias sagrados do mitraísmo
O ritual do mitraísmo era complicado e significativo. Incluía uma complexa cerimônia de iniciação em sete estágios ou graus, o último dos quais firmava uma amizade mística com o deus. Longas provas de abnegação e mortificação da carne constituíam complementos necessários ao processo de iniciação. A admissão à completa participação no culto habilitava uma pessoa a participar dos sacramentos, sendo o mais importante o batismo e uma refeição sagrada de pão, água e, possivelmente, vinho. Outras observâncias incluíam a purificação lustral (ablução cerimonial com água santificada), a queima de incenso, os cânticos sagrados e a guarda dos dias santos. Imitando a religião astrológica dos romanos, cada dia da semana era dedicado a um corpo celeste. Uma vez que o sol, como fonte de luz e fiel aliado de Mitra, era o mais importante desses corpos, seu dia era, naturalmente, o mais sagrado. Mais tarde, alguns ramos do mitraísmo se apropriaram do culto do Sol Invictus e celebravam o dia 25 de dezembro como dotado significação solar. Nessa data aproximada do solstício do inverno, marcava a volta do sol de sua longa viagem ao sul do Equador. Era, em certo sentido, o "dia do nascimento do sol", uma vez que assinalava a renovação de suas forças vivificadoras para benefício do homem.

### Mitreu

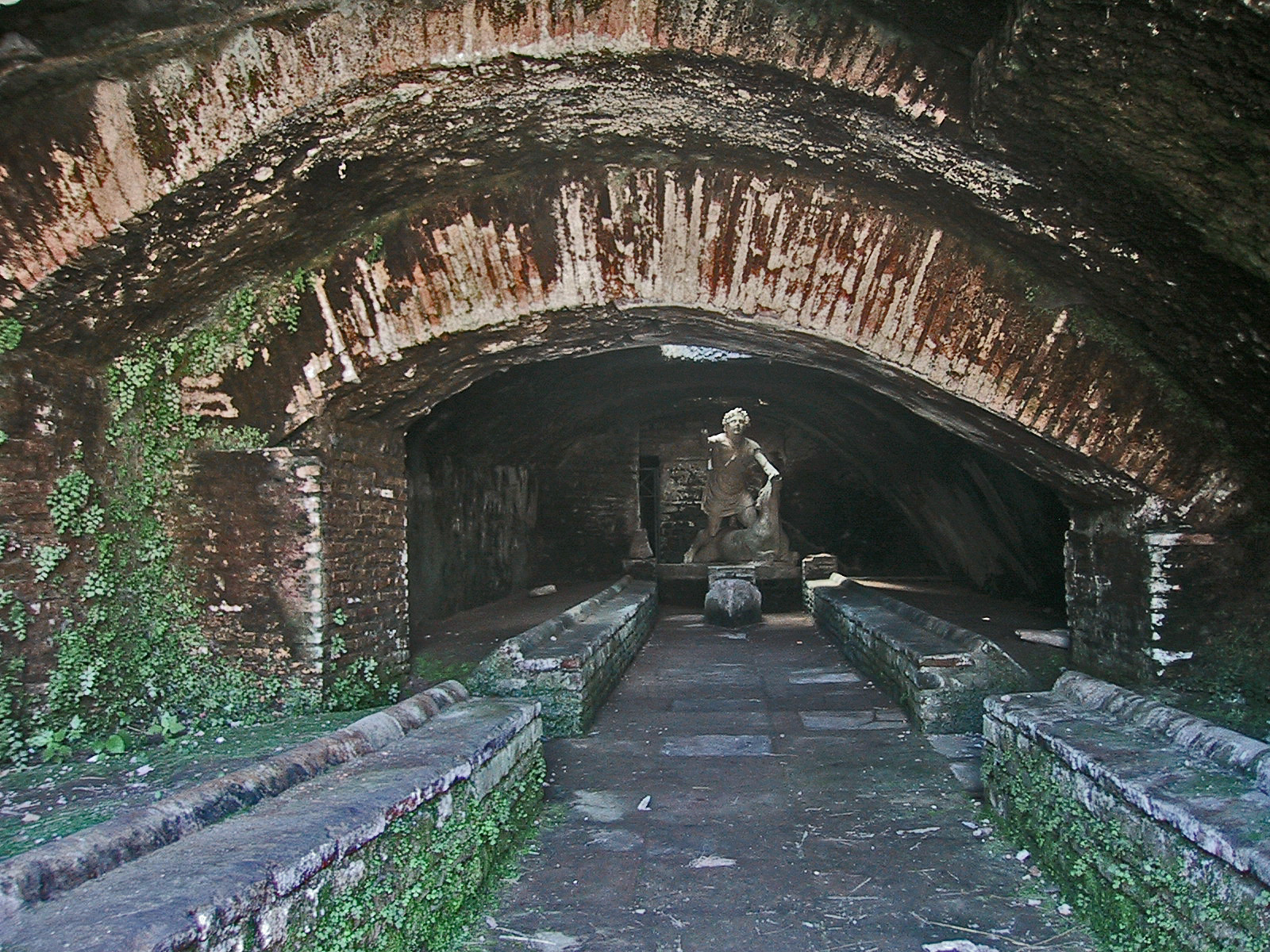
Mitreu em Óstia, Itália

O culto de Mitra era realizado em templos denominados mitreu (palavra em latim cujo plural é mithraea). Estes espaços começaram por ser cavernas naturais; mais tarde, optou-se por construções escuras e sem janelas que imitavam as cavernas naturais. Os templos eram de capacidade limitada; a maior parte deles não podia receber mais do que trinta ou quarenta pessoas.
No mitreu podiam distinguir-se as seguintes partes:
- A antecâmara;
- O spelaeum ou spelunca (caverna), uma sala rectangular decorada com pinturas e com dois bancos posicionados junto a cada uma das paredes onde se faziam os banquetes sagrados;
- O santuário, no extremo da caverna, onde estavam o altar e a imagem (pintura, baixo-relevo ou estátua) de Mitra matando um touro.

Encontraram-se vários mitreus em territórios que pertenceram ao Império Romano, alguns dos quais foram transformados em criptas de igrejas cristãs. A maior concentração destes edifícios encontra-se em Roma, mas também se descobriram em locais como o norte da Inglaterra e a Palestina. A sua distribuição na antiga área do Império Romano encontra-se relacionada com a localização de quartéis e de instalações militares.

### Mitologia e iconografia
Não existem textos sobre o mitraísmo escritos pelos adeptos pelo que as únicas fontes para o conhecimento da religião são as imagens encontradas nos templos.
1. Relato mítico
Segundo as imagens dos templos e os escassos testemunhos escritos, o deus Mitra teria nascido perto de uma fonte sagrada, debaixo de uma árvore sagrada, a partir de uma rocha (a petra generatrix; Mitra é por isso denominado de petra natus). Este aspecto relaciona-se com as tradições arménias sobre a caverna de Meher (Mitra). No momento do seu nascimento trazia na cabeça o barrete frígio, uma tocha e uma faca. Foi adorado pelos pastores pouco tempo depois do seu nascimento. Com a sua faca, cortou as folhas da árvore sagrada com as quais criou a sua roupa.
Enquanto pastoreava nas montanhas encontrou o touro primordial, que agarrou pelos cornos e montou, mas com o seu galope selvagem a besta fez com que ele saísse de cima dele. Mitra continuou agarrando os cornos do animal, tendo o touro o arrastado por bastante tempo até que o animal ficou cansado. O deus agarrou-o então pelas patas traseiras e carregou-o aos ombros. Levou-o vivo, com muitas dificuldades, até à sua caverna. Esta viagem de Mitra com o touro às costas é denominada de transitus.
Quando chegou à caverna um corvo enviado pelo sol comunicou-lhe que deveria realizar o sacrifício; Mitra, segurando o touro, cravou-lhe a faca no flanco. Da coluna vertebral do touro saiu trigo e o seu sangue era vinho. O seu sémen, recolhido e purificado pela lua, gerou animais úteis ao homem. Ao local chegou um cão, que comeu o trigo, um escorpião, que enfiou as suas pinças nos testículos do animal, e uma serpente.
2. Iconografia.
Algumas pinturas mostram Mitra carregando uma rocha sobre as costas, como Atlas na mitologia grega, ou vestido com uma capa cujo forro interior representa o céu estrelado. Perto de um mitreu próximo da Muralha de Adriano foi encontrada uma estátua em bronze de Mitra emergindo de um anel zodiacal em forma de ovo (a estátua encontra-se actualmente na Universidade de Newcastle). Uma inscrição encontrada em Roma sugere  que Mitra poderia identificar-se com o deus criador do orfismo, Fanes, que surgiu de um ovo cósmico no começo do tempo, dando origem ao universo. Esta posição é reforçada por um baixo-relevo no Museu Estense de Módena, onde se vê Fanes a nascer de um ovo, rodeado pelos doze signos do Zodíaco, uma representação muito semelhante à que se encontra na Universidade de Newcastle.
A imagem central do mitraísmo é a da tauroctonia, ou seja, a representação do sacrifício ritual do touro sagrado por Mitra. Esta representação tem elementos iconográficos fixos: Mitra surge como o barrete frígio e olha para o touro com compaixão; em muitos casos, a cabeça de Mitra olha para trás para evitar olhar directamente para o touro. Inclinado sobre o touro, o deus degola-o com uma faca sacrificial. Da ferida do touro nasce trigo e junto ao touro encontram-se vários animais: um escorpião que aperta com as suas pinças os testículos do touro; uma serpente; um cão que se alimenta do trigo que nasce da ferida e um corvo. Por vezes aparecem também um leão e um copo. A imagem está flanqueada por duas personagens portadores de tochas, Cautes e Cautópates. A cena surge situada numa espécie de caverna, sendo possivelmente a representação do mitreu, ou de acordo com outras interpretações, do cosmos, dado estarem presentes o sol e a lua.
3. Interpretações
O início dos estudos mitraicos foram baseados em pouca evidência e muita imaginação. Por exemplo, o belga Franz Cumont interpreta as imagens do mitraísmo à luz da mitologia iraniana. O autor vincula a imagem com textos que se referem ao sacrifício de um touro por Ahriman, divindade do mal, que é o opositor de Aúra-Masda; dos restos do touro nasceriam depois todos os seres. De acordo com a hipótese de Cumont, Ahriman seria mais tarde substituído por Mitra no relato mítico e sob esta forma o relato teria chegado ao Mediterrâneo Oriental.
A descoberta, escavação e mapeamento dos mitreus e outros restos arqueológicos (como moedas) no século XX possibilitaram construir uma visão mais crítica sobre o mitraísmo.
Hoje, sabe-se que a tauroctonia era somente uma representação pictográfica. Do mesmo modo que no cristianismo católico há o uso de crucifixos e não ocorrem crucificações em seus cultos, o mitraísmo retratava o sacrifício de um touro, mas não o realizava, dada a ausência de resquíscios materiais de holocaustos.
David Ulansey apresentou uma explicação radicalmente diferente da imagem do Mitra Tauroctonos baseada no simbolismo astrológico. De acordo com esta teoria a imagem do Tauroctonos é a representação de Mitra como um deus tão poderoso que é capaz de colocar o universo em ordem. O touro seria o símbolo da constelação de Touro. Nos primórdios da astrologia, na Mesopotâmia, entre o V milénio a.C. e o III milénio a.C. o sol encontrava-se em Touro durante o equinócio de primavera. Devido à precessão dos equinócios o sol estava no equinócio da Primavera numa constelação diferente cada 2160 anos pelo que passou a estar em Carneiro por volta do ano 2 000 a.C., marcando o fim da era astrológica de Touro.
O sacrífico do touro por Mitra representaria esta mudança, causada segundo alguns crentes, pela omnipotência do seu deus. Isto estaria em consonância com os animais que figuram nas imagens de Mitra Tauroctonos: o cão, a serpente, o corvo, o escorpião, o leão, o copo e o touro que são interpretados como sendo as constelações de Canis Minor, Hydra, Corvus, Scorpius, Leo, Aquarius e Taurus, todas no equador celeste durante a era de Touro.

### Níveis de iniciação
O mitraísmo possuía sete níveis de iniciação, que podem estar relacionados com a Lua, Mercúrio, Vénus, Sol, Marte, Júpiter e Saturno, de acordo com a interpretação de Joseph Campbell. A maioria dos membros chegavam apenas ao quarto grau (leo) e apenas uma minoria chegava aos escalões superiores. Os sete níveis eram os seguintes:
- Corax (corvo).
- Cryphius (oculto). Para alguns autores este nível seria Nymphus (esposo).
- Miles (soldado). Tinha como insígnias a coroa e a espada.
- Leo (leão). Durante os rituais oferecia a Mitra as oferendas.
- Perses (persa).
- Heliodromus (emissário solar). As suas insígnias eram a tocha, o chicote e a coroa.
- Pater (pai). As suas insígnias - o barrete frígio, o bastão e o anel - fazem lembrar as do bispo.

Durante os rituais os iniciados levavam máscaras dos animais relacionados com o seu nível de iniciação, dividindo-se em dois grupos: os servidores, que eram os que se encontravam abaixo do grau leo, e o restantes.

### Os rituais
Para a reconstrução dos rituais do mitraísmo conta-se apenas com os textos dos Padres da Igreja, dados arqueológicos e com as iconografia dos mitreus.
Aparentemente, as mulheres estavam excluídas dos mistérios de Mitra. Em relação aos homens, parece que não se requeria uma idade mínima para ser admitido, tendo sido iniciadas crianças do sexo masculino. A língua utilizada durante os rituais supostamente seria o grego, com algumas fórmulas em persa, apesar de progressivamente ter sido introduzido o latim.
O rito principal era um banquete ritual, que aparentemente tinha algumas semelhanças com a ágape do cristianismo. Segundo Justino, os alimentos oferecidos no banquete eram o pão e a água, mas alguns achados arqueológicos revelaram que se tratava de pão e vinho. Esta cerimónia era realizada na parte central do mitreu, onde existiam dois bancos onde os participantes se deitavam, conforme o costume romano de comer deitado. Os Corvos desempenhavam a função de servidores dos alimentos sagrados. Do ritual não fazia parte o sacrifício de um touro e outros animais.
A estátua de Mitra Tauróctonos desempenhavam um papel nestes ritos, embora não se conheça exactamente qual. Em alguns mitreus foram descobertos pedestais giratórios, que se acredita terem servido para mostrar e ocultar a imagem aos fiéis.
Não havia no mitraísmo o rito do taurobolium ou baptismo dos fiéis com sangue de um touro, prática comum a outras religiões orientais e no culto de Cibele entre os romanos. Contudo, houve uma confusão de intérpretes não iniciados entre as representações do taurobolium e da tauroctonia, bem como comentários de autores como a Tertuliano.
De acordo com Porfírio, no grau de Leo, colocava-se mel na boca dos recém-nascidos; para os iniciados adultos vertia-se mel sobre as suas mãos que estes lambiam em sinal de comunhão. Acredita-se que cada nível de iniciação teria o seu próprio ritual.